# 日本帝國海外旅券 (台灣)

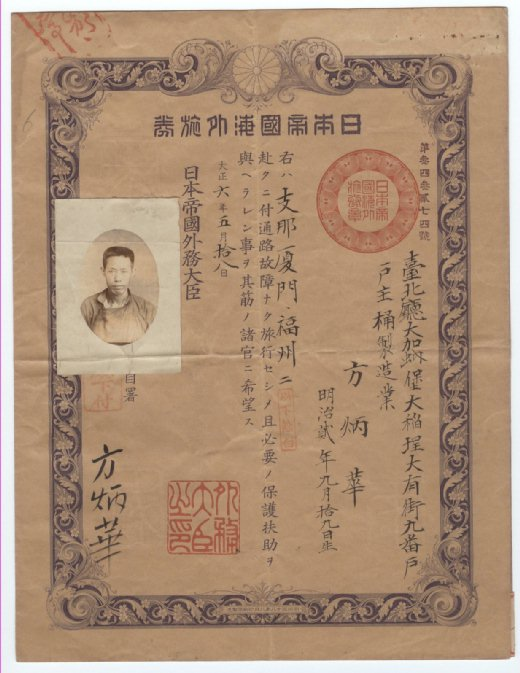
西元1917年（大正6年）在台灣簽發的日本帝國海外旅券

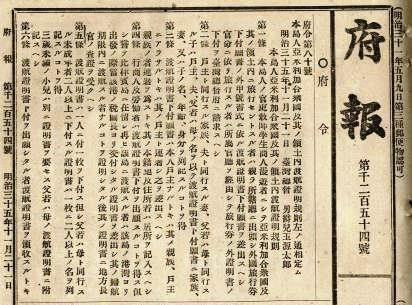
1902年總督兒玉源太郎在《臺灣總督府報》公布臺灣本島人渡航美國證明規則

日本帝國海外旅券（日语：〔〕／*/?）是台灣日治時期实施的護照制度。

## 簡介
1894年甲午戰爭結束，大清帝國與大日本帝國簽訂馬關條約，福建臺灣省割讓予日本。
1895年起，日本人經台灣渡航中國並不需旅券，但由於福建出現許多從事不法之日本浪人，於是臺灣總督府於1897年1月15日頒佈《外國行旅券規則》，嚴格規範渡航清國之日本本籍人的旅券發放，最初乃在防止日本流氓及醜業婦渡清。同年5月8日後，規範的範圍擴及內地人（日本人）及本島人（台灣人）直接由臺灣出境至清國或其他國家。從留存之日本帝國海外旅券可見，詳細記載旅券擁有者之戶籍、個人資訊，以及敘明渡航理由；並記有「該氏名（原因）任憑旅行無阻如有緊要事即請沿途各官加意照料善為保佑」之說明。
該旅券雖統由日本外務大臣簽發，其核准與其他事務主管卻是臺灣總督府。旅券的使用，以與清國之交通最為常用。  （页面存档备份，存于）詳其內容，除了位置不同的騎縫加註內容外，與日本外務省頒布的日本護照幾乎相同。
由於該旅券核發之過程嚴格繁瑣，1907年7月，總督府表示：「今後內地人（日本人）往清國或香港，應否申請旅券，可由本人任意選擇。」